# ارنست-اوژن هیول
ارنست-اوژن هیول (انگلیسی: Ernest-Eugène Hiolle; ۵ مهٔ ۱۸۳۴ – ۵ اکتبر ۱۸۸۶) مجسمه‌ساز اهل فرانسه بود.
وی همچنین برندهٔ جوایزی همچون لژیون دونور (شوالیه) و جایزه بزرگ رم شده‌است.